# Michaľany
Michaľany (Hongaars: Alsómihályi) is een Slowaakse gemeente in de regio Košice, en maakt deel uit van het district Trebišov.
Michaľany telt 1.799 inwoners.
Het Hongaarse Alsómihályi hield na de tweede wereldoorlog op te bestaan, tijdens een gedwongen bevolkingsruil werden de bewoners verdreven van hun geboortegrond.